# Saint-Vincent-sur-l'Isle
Saint-Vincent-sur-l'Isle è un comune francese di 259 abitanti situato nel dipartimento della Dordogna nella regione della Nuova Aquitania.

## Società

### Evoluzione demografica
Abitanti censiti